# Giacomo Raspadori
Giacomo Raspadori (Bentivoglio, 2000. február 18.) olasz válogatott labdarúgó, az Atlético Madrid játékosa. Testvére Enrico Raspadori szintén labdarúgó.

## Pályafutása

### Klubcsapatokban
A Progresso és a Sassuolo korosztályos csapataiban nevelkedett. 2018. augusztus 9-én aláírta első profi szerződését a Sassuolo csapatával, amely négy évre szólt. 2019. május 26-án debütált az Atalanta BC ellen 3–1-re elvesztett utolsó bajnoki mérkőzésen a szezonban. 2020. július 11-én lépett először kezdőként pályára a bajnokságban és ezt egy góllal hálálta meg a SS Lazio ellen. 2021. április 3-án először volt csapatkapitány a klubban az AS Roma ellen. A találkozó 2–2-re végződött, ebből egyet ő szerzett.
2023 júniusában leszerződtette az SSC Napoli, miután a szezont kölcsönben a csapattal töltötte. 2025. augusztus 11-én a spanyol Atlético Madrid ötéves szerződést kötött vele.

### A válogatottban
Többszörös korosztályos válogatott. Az Örményországban megrendezett 2019-es U19-es labdarúgó-Európa-bajnokságon egy gólt szerzett. A 2021-es U21-es labdarúgó-Európa-bajnokságon a csoportkörben Szlovénia ellen 4–0-ra megnyert mérkőzésen egy gólt szerzett.
2021. június 1-jén a 2020-as labdarúgó-Európa-bajnokságra utazó 26 fős keretbe meghívta Roberto Mancini szövetségi kapitány, annak ellenére hogy még nem lépett pályára a felnőttek között. Június 4-én mutatkozott be Csehország elleni 4–0-ra megnyert barátságos mérkőzésen. Július 11-i döntőt követően Európa-bajnok lett.
2024. június 6-án bekerült a 2024-es labdarúgó-Európa-bajnokságra utazó végleges keretbe.

## Statisztika

### A válogatottban
2023. június 18-án frissítve.
| Nemzet      | Év       | Mérkőzés | Gól |
| ----------- | -------- | -------- | --- |
| Olaszország | 2021     | 7        | 1   |
| Olaszország | 2022     | 10       | 4   |
| Olaszország | 2023     | 1        | 0   |
| Összesen    | Összesen | 18       | 5   |

## Sikerei, díjai
- SSC Napoli
  - Serie A: 2022–23,[22] 2024–25[23]

- Olaszország
  - Európa-bajnokság: 2020

- Egyéni
  - Serie A – A hónap játékosa: 2022. január
  - Az Olasz Köztársaság Érdemrendje: 2021